# 14 czerwca
14 czerwca jest 165. (w latach przestępnych 166.) dniem w kalendarzu gregoriańskim. Do końca roku pozostaje 200 dni.

## Święta
- Imieniny obchodzą: Alojzy, Anastazy, Digna, Eliza, Elizeusz, Feliks, Justyn, Konstancja, Marcjan, Metody, Michał, Myślibor, Ninogniew, Rufin, Ryszard i Walery.
- Falklandy – Święto Wyzwolenia
- Malawi – Dzień Wolności
- Polska:
  - Dzień Dziennikarza Obywatelskiego (od 2010 z inicjatywy Jolanty Paczkowskiej, „Dziennikarki Obywatelskiej 2009 Roku”)[1]
  - Narodowy Dzień Pamięci Ofiar Niemieckich Nazistowskich Obozów Koncentracyjnych i Obozów Zagłady
- Stany Zjednoczone – Dzień Flagi
- Międzynarodowe – Światowy Dzień Krwiodawcy ustanowiony przez m.in. WHO 14 czerwca 2004 w dzień urodzin Karla Landsteinera.
- Wspomnienia i święta w Kościele katolickim[2][3] obchodzą:
  - św. Elizeusz (prorok)
  - bł. Franciszka de Paula od Jezusa (Nhá Chica)
  - św. Metody Wyznawca (Metody I, patriarcha Konstantynopola)
  - bł. Michał Kozal (polski biskup katolicki, męczennik)

## Wydarzenia w Polsce
- 1276 – Pierwsza historyczna wzmianka o Gliwicach.
- 1331 – Na zamku w Chęcinach zakończył się trwający od 26 maja ogólnopolski wiec zwołany przez króla Władysława Łokietka, uważany za początek polskiego parlamentaryzmu.
- 1501 – Na trzy dni przed śmiercią w Toruniu 41-letni król Jan I Olbracht stracił mowę, prawdopodobnie wskutek wylewu.
- 1572 – W Elblągu zwodowano galeon „Smok”.
- 1634 – Rzeczpospolita Obojga Narodów i Carstwo Rosyjskie zawarły pokój wieczysty w Polanowie kończący wojnę smoleńską (1632-34), a w praktyce podsumowujący wojny polsko-rosyjskie toczone w I poł. XVII wieku.
- 1638 – Powstanie Ostranicy: zwycięstwo wojsk polskich nad kozackimi w bitwie pod Żowninem.
- 1651 – Na Podhalu wybuchło powstanie chłopskie pod wodzą Aleksandra Leona Kostki-Napierskiego.
- 1768:
  - Kapitulacja konfederatów barskich pod wodzą Kazimierza Pułaskiego przed wojskami rosyjskimi w warownym klasztorze karmelitów bosych w Berdyczowie.
  - Porażka konfederatów barskich w bitwie z Rosjanami pod Krotoszynem.
- 1774 – Otwarto Kanał Bydgoski.
- 1792:
  - Wojna polsko-rosyjska: porażka wojsk polskich w bitwie pod Boruszkowcami.
  - Stanisław August Poniatowski nadał miastu Borysów herb miejski.
- 1845 – Otwarto pierwszy odcinek Kolei Warszawsko-Wiedeńskiej, pierwszej linii kolejowej w Królestwie Polskim.
- 1880 – 18 osób (w tym 5 dzieci) zginęło w powodzi w Biernej na Dolnym Śląsku.
- 1911 – Rozpoczęto budowę Domu Sierot w Warszawie.
- 1920 – Na inauguracyjnym posiedzeniu zebrało się Zgromadzenie Konstytucyjne Wolnego Miasta Gdańska.
- 1925 – Na V Zjeździe Związków Robotniczych Spółdzielni Spożywców wysunięto postulat rozwoju spółdzielczości mieszkaniowej dla robotników.
- 1927 – Warszawski magistrat przyjął uchwałę o utworzeniu na Pradze Miejskiego Ogrodu Zoologicznego.
- 1932 – Doszło do tzw. kryzysu gdańskiego. Niszczyciel ORP „Wicher”, wymuszając prawa port d'attache dla Polski, wszedł do miejscowego portu.
- 1940 – Do obozu koncentracyjnego Auschwitz dotarł z Tarnowa pierwszy masowy transport 728 mężczyzn, w większości polskich więźniów politycznych.
- 1944 – Polscy i radzieccy partyzanci odnieśli zwycięstwo nad wojskiem niemieckim w bitwie na Porytowym Wzgórzu na Równinie Biłgorajskiej, największej bitwie partyzanckiej na ziemiach polskich.
- 1945 – Założono Operę Śląską w Bytomiu.
- 1956:
  - Pisarz i publicysta Stanisław Mackiewicz powrócił po 17 latach do Polski.
  - Założono Organizację Harcerską Polski Ludowej.
- 1958 – W Instytucie Badań Jądrowych w Świerku pod Warszawą (obecnie Instytut Energii Atomowej) uruchomiono pierwszy w Polsce doświadczalny reaktor jądrowy EWA.
- 1959 – Podczas Memoriału Janusza Kusocińskiego na Stadionie Dziesięciolecia w Warszawie Edmund Piątkowski ustanowił rekord świata w rzucie dyskiem (59,91 m).
- 1960 – Sejm PRL II kadencji przyjął Kodeks postępowania administracyjnego.
- 1969 – Zwodowano jacht żaglowy „Dar Szczecina”.
- 1985 – We Wrocławiu otwarto ekspozycję Panoramy Racławickiej.
- 1987 – Zakończyła się trzecia pielgrzymka papieża Jana Pawła II do Polski.
- 1994 – Założono klub hokejowy ŁKH Łódź.
- 1999 – Jan Paweł II odwiedził Łowicz i Sosnowiec.
- 2005 – Powołano do życia Ekstraklasę SA.
- 2014 – Wybuchła tzw. afera podsłuchowa.

## Wydarzenia na świecie
- 1158 – Cesarz Fryderyk I Barbarossa przyznał Monachium prawo do cła i bicia monety.
- 1170 – Henryk Młody Król został koronowany na króla Anglii.
- 1211 – Zawarto rozejm kończący wojnę Cesarstwem Nicejskim a Sułtanatem Rumu.
- 1216 – I wojna baronów: wspierające zbuntowanych baronów wojska księcia i przyszłego króla Francji Ludwika VIII Lwa zajęły bez walki Winchester, opuszczony przez króla Anglii Jana bez Ziemi.
- 1226 – Cesarz rzymski Fryderyk II Hohenstauf nadał Lubece status wolnego miasta Rzeszy.
- 1256 – Po zajęciu przez księcia Achai Wilhelma II należącej do jego zmarłej małżonki części północnej triarchii Eubei, pozostali dwaj triarchowie wyspy Guglielmo z Werony i Narzotto dalle Carceri odrzucili jego zwierzchność i ogłosili się wasalami Wenecji, co doprowadziło do wybuchu wojny o sukcesję eubejską.
- 1276 – Zhao Shi został cesarzem Chin.
- 1381 – Król Anglii Ryszard II Plantagenet udzielił przywilejów żądanych przez okupujących Londyn uczestników rebelii ludowej pod wodzą Wata Tylera. Następnego dnia Tyler został zabity podczas dalszych pertraktacji przez świtę króla, a rebelia upadła w ciągu kilku tygodni.
- 1384 – Litewska wojna domowa: Witold Kiejstutowicz odnowił w Kownie zawarte w traktacie z Królewca z 30 stycznia tego roku przyrzeczenia zostania wasalem zakonu krzyżackiego i scedowania na jego rzecz części Żmudzi aż do rzeki Niewiaża, wliczając Kowno, w zamian za pomoc w walce z Jagiełłą.
- 1497 – W Rzymie został zamordowany syn papieża Aleksandra VI, książę Gandii Juan Borgia, a jego ciało wrzucono do Tybru.
- 1528 – Margrabia Jerzy Hohenzollern-Ansbach ustalił z obywatelami Norymbergi tzw. Artykuły ze Schwabach, będące podstawą wprowadzenia reformacji w jego kraju.
- 1532 – Wielki mistrz zakonu Joannitów Philippe Villiers de L’Isle Adam wysłał do biskupa Auxerre we Francji najstarszy znany list w historii Malty.
- 1544 – Franciszek I został księciem Lotaryngii i Baru.
- 1556 – Lorenzo Priuli został dożą Wenecji.
- 1584 – Angielski kompozytor Anthony Holborne ożenił się z Elisabeth Marten.
- 1615 – Jacob Le Maire i Willem Corneliszoon Schouten wypłynęli z holenderskiego Texel w pierwszą wyprawę do Indii Holenderskich trasą zachodnią.
- 1645 – Angielska wojna domowa: wojska Parlamentu pokonały Rojalistów w bitwie pod Naseby.
- 1658 – Wojna francusko-hiszpańska: zwycięstwo Francuzów w bitwie pod Dunkierką.
- 1666 – II wojna angielsko-holenderska: zwycięstwem floty holenderskiej zakończyła się bitwa czterodniowa.
- 1667 – II wojna angielsko-holenderska: zwycięstwem floty holenderskiej zakończyła się bitwa pod Medway.
- 1703 – Przebywający na wygnaniu w Polsce przyszły książę Siedmiogrodu Franciszek II Rakoczy przekroczył granicę węgierską w Karpatach, rozpoczynając powstanie antyhabsburskie (powstanie Rakoczego).
- 1728 – We francuskim Soissons rozpoczęły się negocjacje pokojowe w sprawie zakończenia wojny brytyjsko-hiszpańskiej.
- 1751 – Papież Benedykt XIV ogłosił encyklikę A Quo Primum o sytuacji Żydów w Polsce.
- 1770 – Francuski astronom Charles Messier odkrył Kometę Lexella (nazwaną tak na cześć szwedzko-fińskiego astronoma i matematyka Andersa Johana Lexella, który obliczył jej orbitę). 1 lipca tego roku minęła ona Ziemię odległości 0,0151 j.a., co do tej pory jest najbliższym udokumentowanym przejściem komety obok Ziemi.
- 1775 – Została sformowana amerykańska Armia Kontynentalna.
- 1776 – Namiestów na Słowacji uzyskał prawa miejskie.
- 1777:
  - Kongres Kontynentalny uznał Stars and Stripes za oficjalną flagę Stanów Zjednoczonych.
  - Wojna o niepodległość Stanów Zjednoczonych: wojska brytyjsko-niemieckie pod wodzą gen. Johna Burgoyne’a rozpoczęły kampanię saratogańską.
- 1783 – Założono Sewastopol na Krymie.
- 1789 – Kapitan William Bligh i wierni mu członkowie załogi okrętu „Bounty”, wysadzeni z niego na szalupę przez buntowników, dopłynęli po 48 dniach na holenderską wyspę Timor.
- 1791 – We Francji uchwalono ustawę zabraniającą pracownikom najemnym tworzenia zrzeszeń, organizowania strajków i innych wspólnych akcji.
- 1797 – Napoleon Bonaparte zlikwidował Republikę Genui.
- 1800 – II koalicja antyfrancuska: Napoleon Bonaparte pokonał w bitwie pod Marengo armię austriackiego generała Michaela von Melasa.
- 1807 – IV koalicja antyfrancuska: Napoleon Bonaparte odniósł zwycięstwo nad generałem rosyjskim Levinem Benningsenem w bitwie pod Frydlandem.
- 1808 – Wojna na Półwyspie Iberyjskim: Hiszpanie odparli francuski atak w II bitwie pod Bruc.
- 1809 – V koalicja antyfrancuska: zwycięstwo wojsk francusko-włoskich nad austriacko-węgierskimi w bitwie pod Raab (Győr).
- 1810 – W protestanckim kościele św. Marii w Zwickau został ochrzczony kompozytor Robert Schumann.
- 1821 – Armia egipska zakończyła istnienie sułtanatu Sannar w dzisiejszym Sudanie.
- 1830 – Armia francuska wylądowała w Algierii i rozpoczęła podbój kraju.
- 1846 – Amerykańscy osadnicy w Kalifornii wszczęli antymeksykańskie powstanie i ogłosili utworzenie Republiki Kalifornii ze stolicą w Sonomie.
- 1872 – W Kanadzie zalegalizowano związki zawodowe.
- 1874 – Michel Dominique został prezydentem Haiti.
- 1881 – W stoczni w Barrow-in-Furness zwodowano brytyjski transatlantyk SS „City of Rome”.
- 1888 – W Szwajcarii otwarto pierwszy odcinek (częściowo zębatej) kolei wąskotorowej Brünigbahn, łączącej Interlaken z Lucerną.
- 1890 – Uruchomiono komunikację tramwajową w australijskim Bendigo.
- 1891 – W greckim Patras założono klub piłkarski Panachaiki GE.
- 1900:
  - Sanford B. Dole został pierwszym gubernatorem terytorialnym Hawajów.
  - W stoczni w angielskim Newcastle upon Tyne zwodowano norweski pancernik obrony wybrzeża „Eidsvold”.
- 1901 – W Nowym Jorku założono Instytut Badań Medycznych Rockefellera (od 1965 roku Uniwersytet Rockefellera).
- 1903 – 247 osób zginęło w wyniku powodzi błyskawicznej w Heppner w amerykańskim stanie Oregon.
- 1904 – Powstało przedsiębiorstwo motoryzacyjno-lotnicze Hispano-Suiza.
- 1906 – W stoczni w Bremie został zwodowany niemiecki krążownik pancerny „Gneisenau”.
- 1909 – Nilo Peçanha został prezydentem Brazylii.
- 1911 – Transatlantyk „Olympic” wyruszył w swój dziewiczy rejs.
- 1913:
  - Stojan Danew po raz drugi został premierem Bułgarii.
  - Został założony hiszpański klub piłkarski Racing Santander.
- 1914 – Międzynarodowy Komitet Olimpijski zaprezentował flagę olimpijską.
- 1919 – Brytyjczycy John Alcock i Arthur Whitten Brown rozpoczęli pierwszy, nieprzerwany przelot samolotem przez Atlantyk (Nowa Fundlandia-Irlandia).
- 1926 – Brazylia wystąpiła z Ligi Narodów.
- 1927 – Na polecenie marszałka Józefa Piłsudskiego na paryskim Cmentarzu Montmartre ekshumowano szczątki Juliusza Słowackiego i przewieziono je do Polski.
- 1934:
  - Adolf Hitler przybył ze swą pierwszą wizytą do Włoch na spotkanie w Wenecji z Benito Mussolinim.
  - Gabinet Kimona Georgiewa wydał rozporządzenie o delegalizacji wszystkich partii i ugrupowań politycznych w Bułgarii.
- 1937 – Wielki terror: w Moskwie aresztowano działacza białoruskiego odrodzenia narodowego Mikałaja Haładzieda.
- 1940:
  - Kampania francuska: Wehrmacht zajął Paryż.
  - Wojska hiszpańskie zajęły strefę międzynarodową w Tangerze w północnym Maroku.
  - ZSRR wystosował ultimatum do rządu litewskiego, domagając się jego ustąpienia i zgody na wejście Armii Czerwonej na teren Litwy.
- 1941 – Rozpoczęły się masowe deportacje obywateli Litwy, Łotwy i Estonii na Syberię.
- 1942 – AS Roma zdobyła po raz pierwszy tytuł piłkarskiego mistrza Włoch.
- 1943 – Bitwa o Atlantyk: Brytyjczycy zatopili bombami głębinowymi niemieckie okręty podwodne U-334 (47 ofiar) i U-564 (28 ofiar i 18 uratowanych).
- 1944 – W nocy z 13 na 14 czerwca Niemcy wystrzelili w kierunku Londynu 10 pierwszych pocisków rakietowych V-1.
- 1945 – W Hamburgu został aresztowany przez Brytyjczyków Joachim von Ribbentrop.
- 1948 – Klement Gottwald został prezydentem Czechosłowacji.
- 1949 – Znieczulony i uśpiony makak królewski o imieniu Albert II został pierwszym naczelnym w kosmosie, osiągając pułap 134 km na wystrzelonej przez Amerykanów rakiecie V-2. Z powodu awarii spadochronu zwierzę zginęło w wyniku uderzenia w ziemię lub wcześniej.
- 1951:
  - Premiera amerykańskiego filmu noir As w potrzasku w reżyserii Billy’ego Wildera.
  - Uruchomiono pierwszy na świecie elektroniczny komputer ogólnego przeznaczenia UNIVAC I, zaprojektowany i zbudowany przez Amerykanów Johna Eckerta i Johna Mauchly dla United States Census Bureau w założonej przez nich firmie Eckert-Mauchly Computer Corporation.
- 1952 – W stoczni w Groton w stanie Connecticut położono stępkę pod budowę pierwszego w historii okrętu podwodnego z napędem jądrowym USS „Nautilus”.
- 1957 – W katastrofie należącego do PLL LOT Iła-14 na podmoskiewskim lotnisku Wnukowo zginęło 9 osób, a 4 zostały ranne.
- 1959:
  - Dominikańskie wojsko udaremniło desant wspieranych przez Kubę rebeliantów planujących obalenie dyktatora Rafaela Leónidasa Trujillo.
  - Podczas nurkowania kilkadziesiąt metrów od plaży w La Jolla w Kalifornii 33-letni Robert Pamperin został zaatakowany i pożarty w całości przez żarłacza białego.
- 1962 – Albert DeSalvo („Dusiciel z Bostonu“) zamordował swą pierwszą ofiarę.
- 1963 – Walerij Bykowski rozpoczął 5-dniowy lot kosmiczny na pokładzie Wostoka 5.
- 1964 – Abdirizak Haji Hussein został premierem Somalii.
- 1966 – Watykańska Kongregacja Doktryny Wiary z upoważnienia papieża Pawła VI ogłosiła, że Indeks ksiąg zakazanych nie ma już mocy wiążącej, natomiast zachowuje swoją wartość moralną jako ostrzeżenie przed treściami szkodliwymi dla wiary i dobrych obyczajów, a przestrzeganie Indeksu odtąd jest kwestią sumienia wiernych.
- 1967:
  - Chiny przeprowadziły pierwszą próbną eksplozję bomby termojądrowej.
  - W kierunku Wenus wystrzelono amerykańską sondę Mariner 5.
  - Założono linie lotnicze Air Mauritius.
- 1970 – Odbyły się wybory do Rady Najwyższej ZSRR.
- 1971 – W Londynie otwarto pierwszą restaurację Hard Rock Cafe.
- 1972:
  - 86 osób zginęło w katastrofie japońskiego samolotu Douglas DC-8 pod Nowym Delhi.
  - W Belgii rozpoczął się turniej finałowy IV Mistrzostw Europy w Piłce Nożnej.
- 1978 – Polska przegrała z gospodarzami 0:2 w rozegranym na Estadio Gigante de Arroyito w Rosario pierwszym meczu II rundy grupowej XI Mistrzostw Świata w Piłce Nożnej w Argentynie.
- 1980 – W kościele w San Juan Nonualco w Salwadorze został zastrzelony włoski franciszkanin Cosma Spessotto.
- 1982:
  - Polska zremisowała bezbramkowo z Włochami w rozegranym na Estadio Balaídos w Vigo swym pierwszym meczu grupowym na XII Mistrzostw Świata w Piłce Nożnej w Hiszpanii.
  - Wojna o Falklandy: skapitulowały ostatnie oddziały argentyńskie.
- 1985:
  - Podpisano Układ z Schengen tworzący ruch bezwizowy między Francją, Niemcami i krajami Beneluksu.
  - Terroryści z Hezbollahu uprowadzili krótko po starcie z Aten do Londynu Boeinga 727 amerykańskich linii Trans World Airlines (TWA) ze 147 osobami na pokładzie i skierowali go do Bejrutu.
- 1989 – Wystrzelono pierwszą amerykańską rakietę typu Titan IV.
- 1991 – Uchwalono Kartę Tybetańczyków na Uchodźstwie.
- 1992:
  - Na Litwie przeprowadzono referendum w sprawie bezwarunkowego i natychmiastowego wycofania z terytorium kraju jednostek należącej do Rosji byłej Armii Radzieckiej i zadośćuczynienia za wyrządzone szkody.
  - W Rio de Janeiro zakończył się II Szczyt Ziemi.
- 1995 – Czeczeńscy separatyści przeprowadzili atak na Budionnowsk.
- 1998 – W Danii otwarto Most nad Wielkim Bełtem.
- 2002 – W wyniku wybuchu samochodu-pułapki przed amerykańskim konsulatem w Karaczi zginęło 12 osób, a ponad 50 zostało rannych.
- 2003 – Czesi opowiedzieli się w referendum za wstąpieniem kraju do Unii Europejskiej.
- 2006 – Polska przegrała na stadionie Signal Iduna Park w Dortmundzie z gospodarzami 0:1 w swym drugim meczu grupowym na XVIII Mistrzostw Świata w Piłce Nożnej w Niemczech.
- 2007:
  - Hamas, po walkach z Fatahem, przejął całkowitą kontrolę nad Strefą Gazy.
  - Wojna w Afganistanie: zakończyła się trwająca od 30 maja operacja „Pickaxe-Handle” przeciwko talibom, przeprowadzona przez wojska brytyjskie w prowincji Helmand.
- 2008 – W Saragossie rozpoczęła się wystawa Expo 2008.
- 2010 – W Basrze zarejestrowano rekordową w historii Iraku temperaturę (+52 °C).
- 2013:
  - Dokonano oblotu Airbusa A350.
  - Hasan Rouhani wygrał w I turze wybory prezydenckie w Iranie.
- 2014 – Konflikt na wschodniej Ukrainie: w Ługańsku prorosyjscy separatyści zestrzelili podchodzący do lądowania ukraiński samolot Ił-76, w wyniku czego zginęło 40 żołnierzy i 9 członków załogi.
- 2015 – 19 osób zginęło, a 36 zostało rannych w wyniku powodzi błyskawicznej, która w nocy z 13 na 14 czerwca nawiedziła Tbilisi.
- 2017:
  - 71 osób zginęło, a 74 odniosły obrażenia w pożarze wieżowca Grenfell Tower w Londynie.
  - Leo Varadkar został premierem Irlandii.
- 2018:
  - Mustafa Madbuli został premierem Egiptu.
  - W Rosji rozpoczęły się XXI Mistrzostwa Świata w Piłce Nożnej.
- 2021 – Polska przegrała ze Słowacją 1:2 w rozegranym w Petersburgu swym pierwszym meczu grupowym XVI Mistrzostw Europy w Piłce Nożnej.
- 2024 – W Niemczech rozpoczęły się XVII Mistrzostwa Europy w Piłce Nożnej.

## Urodzili się
- 1401 – Francesco d'Altobianco Alberti, włoski bankier, poeta (zm. 1479)[potrzebny przypis]
- 1479 – Lilio Gregorio Giraldi, włoski uczony, poeta (zm. 1552)
- 1529 – Ferdynand II Habsburg, austriacki arcyksiążę, namiestnik Czech, książę Tyrolu (zm. 1595)
- 1596 – Ludwik Exarch, hiszpański dominikanin, misjonarz, męczennik, błogosławiony (zm. 1627)
- 1607 – Fabrizio Savelli, włoski duchowny katolicki, arcybiskup Salerno, kardynał (zm. 1659)
- 1624 – Zofia Magdalena Piastówna, księżniczka legnicka, księżna ziębicko-oleśnicka (zm. 1660)
- 1627 – Abraham Ihle, niemiecki astronom amator (zm. ok. 1699)
- 1645 – Haquin Spegel, szwedzki duchowny luterański, arcybiskup Uppsali (zm. 1714)[potrzebny przypis]
- 1650 – Alessandro Guidi, włoski poeta, dramaturg (zm. 1712)[potrzebny przypis]
- 1672 – Ludwik Franciszek Burbon, książę Andegawenii (zm. 1672)
- 1678 – Janusz Antoni Wiśniowiecki, polski książę, polityk (zm. 1741)
- 1691 – Jan Francisci, węgierski organista, kompozytor (zm. 1758)[potrzebny przypis]
- 1724 – Johann Friedrich Knöbel, niemiecki architekt (zm. 1792)
- 1726 – James Hutton, szkocki geolog (zm. 1797)[potrzebny przypis]
- 1730 – Antonio Sacchini, włoski kompozytor (zm. 1786)
- 1736 – Charles Coulomb, francuski fizyk (zm. 1806)
- 1745 – Antoni Gołaszewski, polski duchowny katolicki, biskup przemyski (zm. 1824)
- 1751 – Gabriel Desprez de Roche, francuski duchowny katolicki, męczennik, błogosławiony (zm. 1792)
- 1753 – Ludwik I, wielki książę Hesji-Darmstadt (zm. 1830)
- 1756 – Jan Baptysta Kleczyński, polsko-austriacki skrzypek, dyrygent, kompozytor (zm. 1828)
- 1763 – Johann Simon Mayr, niemiecko-włoski kompozytor operowy (zm. 1845)
- 1772 – Gustaf Johan Billberg, szwedzki botanik, zoolog, anatom (zm. 1844)
- 1784 – Francesco Morlacchi, włoski kompozytor (zm. 1841)
- 1798 – František Palacký, czeski historyk, polityk (zm. 1876)
- 1801 – Heber C. Kimball, amerykański przywódca religijny, polityk (zm. 1868)
- 1803:
  - Karol Jan Liechtenstein, nominalny regent Liechtensteinu (zm. 1871)
  - Antoni Manastyrski, polski duchowny katolicki, biskup przemyski (zm. 1869)
- 1804 – František Sušil, czeski duchowny katolicki, profesor teologii, poeta, teoretyk literatury, zbieracz i wydawca pieśni ludowych (zm. 1868)
- 1805:
  - Robert Anderson, amerykański major (zm. 1871)
  - Benild Romançon, francuski zakonnik, święty (zm. 1862)
- 1807 – Kazimierz Antoni Krasicki, polski hrabia, ziemianin, polityk, działacz gospodarczy (zm. 1882)
- 1808 – Leopold Lažanský, czeski polityk (zm. 1860)
- 1809 – Henry Keppel, brytyjski arystokrata, admirał (zm. 1904)
- 1810 – Ward Hunt, amerykański prawnik, sędzia Sądu Najwyższego (zm. 1886)
- 1811 – Harriet Beecher Stowe, amerykańska pisarka (zm. 1896)
- 1812:
  - Piotr Dubrowski, rosyjski filolog (zm. 1882)
  - Antoni Patek, polski zegarmistrz, pionier przemysłowej produkcji zegarków, działacz emigracyjny (zm. 1877)
- 1814 – Alexander John Ellis, brytyjski filolog, teoretyk muzyki (zm. 1890)
- 1816 – Priscilla Tyler, amerykańska pierwsza dama (zm. 1889)
- 1819 – Sofron Wytwyćkyj, ukraiński duchowny greckokatolicki, etnograf, pisarz, polityk (zm. 1879)
- 1823 – Piotr Ławrow, rosyjski działacz rewolucyjny, myśliciel, publicysta (zm. 1900)
- 1828 – Antoni Mackiewicz, polski duchowny katolicki, inicjator powstania styczniowego na Litwie (zm. 1863)
- 1833 – Ernest Roze, francuski botanik, mykolog, wykładowca akademicki (zm. 1900)
- 1835 – Nikołaj Rubinstein, rosyjski pianista, kompozytor, pedagog pochodzenia żydowskiego (zm. 1881)
- 1838:
  - Hubert Airy, brytyjski lekarz (zm. 1903)
  - Walter Hore-Ruthven, brytyjski arystokrata, polityk (zm. 1921)
  - Aritomo Yamagata, japoński feldmarszałek, polityk (zm. 1922)
- 1839:
  - Arnold von Lasaulx, niemiecki geolog, mineralog, wykładowca akademicki (zm. 1886)
  - Stjepan Spevec, chorwacki prawnik, wykładowca akademicki, polityk (zm. 1905)
- 1844 – Henri Édouard Naville, szwajcarski archeolog, egiptolog (zm. 1926)
- 1845 – Antonio Grajales, kubański generał porucznik, rewolucjonista (zm. 1896)
- 1847 – Anna Gostyńska, polska aktorka, dyrektorka teatru (zm. 1918)
- 1848:
  - Bernard Bosanquet, brytyjski filozof, pisarz (zm. 1923)
  - Andrea Caron, włoski duchowny katolicki, biskup Cenedy i arcybiskup Genui (zm. 1927)
- 1850 – Artur Władysław Potocki, polski hrabia, polityk (zm. 1890)
- 1851:
  - Ernst Fuchs, austriacki okulista (zm. 1930)
  - Witold Piwnicki, polski malarz (zm. 1932)
  - Jerzy Józef Szembek, polski duchowny katolicki, biskup płocki, arcybiskup metropolita mohylewski i administrator apostolski diecezji mińskiej (zm. 1905)
- 1854 – Frederik Rung, duński kompozytor, dyrygent (zm. 1914)
- 1855 – Robert La Follette, amerykański prawnik, polityk, senator (zm. 1925)
- 1856:
  - Dimityr Błagojew, bułgarski rewolucjonista, krytyk literacki (zm. 1924)
  - Andriej Markow (starszy), rosyjski matematyk, wykładowca akademicki (zm. 1922)
- 1857:
  - Reinhold Lepsius, niemiecki malarz, grafik (zm. 1922)
  - Jens Tvedt, norweski pisarz, pedagog (zm. 1935)
- 1859 – Florentyna Golec, polska działaczka kulturalna na Śląsku, aktorka amatorka (zm. 1953)
- 1860 – César Auguste Paulin Méry, francuski radiolog, polityk (zm. 1913)
- 1861 – Witold Nowodworski (ojciec), polski historyk, wykładowca akademicki (zm. 1923)
- 1862 – John Glennon, amerykański duchowny katolicki, biskup Saint Louis, kardynał pochodzenia irlandzkiego (zm. 1946)
- 1864 – Alois Alzheimer, niemiecki psychiatra, neuropatolog, wykładowca akademicki (zm. 1915)
- 1868:
  - Alfons Dopsch, austriacki historyk mediewista, wykładowca akademicki, dyplomata (zm. 1953)
  - Karl Landsteiner, austriacki lekarz patolog, immunolog, wykładowca akademicki, laureat Nagrody Nobla (zm. 1943)
  - Adam Smoliński-Zagłoba, polski handlowiec, działacz społeczny (zm. po 1942)
  - Gilbert Walker, brytyjski matematyk, meteorolog, wykładowca akademicki (zm. 1958)
- 1869 – Edgar Chadwick, angielski piłkarz, trener (zm. 1942)
- 1870:
  - Iwan Charitonow, rosyjski kucharz (zm. 1918)
  - Zofia Hohenzollern, księżniczka pruska, królowa Grecji (zm. 1932)
  - Akitsune Imamura, japoński sejsmolog (zm. 1948)
- 1871:
  - Hermanus Brockmann, holenderski wioślarz (zm. 1936)
  - Fiodor Tokariew, rosyjski konstruktor broni strzeleckiej (zm. 1968)
- 1875 – Frederick Guest, brytyjski polityk (zm. 1937)
- 1877 – Franciszek Salezy Potocki, polski hrabia, ziemianin, polityk, dziennikarz, działacz społeczny (zm. 1949)
- 1878 – John S. Robertson, kanadyjski aktor i reżyser filmowy (zm. 1964)
- 1879 – Wiaczesław Wołgin, rosyjski historyk (zm. 1962)
- 1880:
  - Nicolás Achúcarro, hiszpański neurolog (zm. 1918)
  - Ndoc Martini, albański malarz (zm. 1916)
  - Karol Ludwik Tytus Stadtmüller, polski leksykograf, inżynier (zm. 1942)
- 1881 – George Alan Thomas, brytyjski badmintonista, tenisista, szachista (zm. 1972)
- 1882 – Olinto Marella, włoski duchowny katolicki, błogosławiony (zm. 1969)
- 1883:
  - Franz Landsberger, niemiecko-amerykański historyk sztuki, wykładowca akademicki pochodzenia żydowskiego (zm. 1964)
  - François Naville, szwajcarski profesor medycyny sądowej (zm. 1968)
  - Henry Peyron, szwedzki szpadzista, generał major (zm. 1972)
- 1884:
  - John McCormack, amerykański śpiewak operowy (tenor) pochodzenia irlandzkiego (zm. 1945)
  - Ruth Stout, amerykańska pisarka (zm. 1980)
  - Georg Zacharias, niemiecki pływak (zm. 1953)
- 1885:
  - Percy Hobart, brytyjski generał dywizji, inżynier wojskowy (zm. 1957)
  - Alf Jacobsen, norweski żeglarz sportowy (zm. 1948)
  - Teresa Janina Kierocińska, polska karmelitanka, czcigodna Służebnica Boża (zm. 1946)
- 1886 – Alfred Antoni Potocki, polski ziemianin (zm. 1958)
- 1889:
  - Knut Lundmark, szwedzki astronom (zm. 1958)
  - Cornelis van Staveren, holenderski żeglarz sportowy (zm. 1982)
- 1890:
  - May Allison, amerykańska aktorka (zm. 1989)
  - Rafał Alonso Gutierrez, hiszpański działacz Akcji Katolickiej, męczennik, błogosławiony (zm. 1936)
  - Song Ailing, chińska milionerka, działaczka charytatywna (zm. 1973)
- 1891:
  - Antoni Bukowy, polski pulmonolog, epidemiolog (zm. 1973)
  - Jewhen Konowalec, ukraiński działacz nacjonalistyczny (zm. 1938)
  - Thomas Lance, brytyjski kolarz torowy (zm. 1976)
  - Henryk Sokołowski, polski malarz (zm. 1927)
- 1893 – Ernest Sym, polski biochemik, enzymolog pochodzenia austriackiego (zm. 1950)
- 1894:
  - Maria Adelajda, wielka księżna Luksemburga (zm. 1924)
  - Jan Gamarnik, rosyjski działacz komunistyczny (zm. 1937)
  - Franz Michel Willam, austriacki duchowny katolicki, teolog, antropolog, pisarz (zm. 1981)
- 1895:
  - Cliff Edwards, amerykański muzyk, piosenkarz (zm. 1971)
  - Sylvio Lagreca, brazylijski piłkarz, trener (zm. 1966)
- 1896:
  - Samuel Mosberg, amerykański bokser pochodzenia żydowskiego (zm. 1967)
  - Piotr Tatarynowicz, białoruski duchowny katolicki, teolog, poeta, prozaik, publicysta, tłumacz, pedagog, działacz społeczny i narodowy (zm. 1978)
- 1898 – Piotr Potworowski, polski malarz, scenograf (zm. 1962)
- 1899:
  - Stefan Jellenta, polski pułkownik, historyk wojskowości (zm. 1991)
  - Yasunari Kawabata, japoński prozaik, poeta, laureat Nagrody Nobla (zm. 1972)
  - Jan Rzepa, polski żołnierz, uczestnik powstania wielkopolskiego (zm. 2005)
- 1900 – Władysław Gębik, polski filozof, pisarz, etnograf, pedagog, działacz polonijny (zm. 1986)
- 1901:
  - Heinrich Rempel, niemiecki architekt (zm. 1978)
  - Egon Žitnik, chorwacki pułkownik (zm. po 1949)
- 1902:
  - Nikołaj Ekk, rosyjski aktor, reżyser i scenarzysta filmowy (zm. 1976)
  - Władysław Kniewski, polski działacz komunistyczny, zamachowiec (zm. 1925)
- 1903:
  - Alonzo Church, amerykański matematyk, logik, wykładowca akademicki (zm. 1995)
  - Lajos Steiner, australijski szachista pochodzenia węgierskiego (zm. 1975)
- 1904:
  - Margaret Bourke-White, amerykańska fotoreporterka (zm. 1971)
  - Raymond Rouleau, belgijski aktor, reżyser filmowy (zm. 1981)
  - Nato Wacznadze, gruzińska aktorka (zm. 1953)
- 1905 – Tadeusz Dietrich, polski ekonomista, polityk, poseł na Sejm PRL (zm. 1960)
- 1906 – Leon Wanat, polski nauczyciel, pamiętnikarz (zm. 1977)
- 1907:
  - René Char, francuski poeta (zm. 1988)
  - Jan Witkowski, polski filatelista (zm. 1996)
- 1909 – Burl Ives, amerykański aktor, piosenkarz (zm. 1995)
- 1910:
  - Stefan Arski, polski dziennikarz, działacz komunistyczny, publicysta historyczny (zm. 1993)
  - Rudolf Kempe, niemiecki dyrygent (zm. 1976)
- 1911 – Karol Dziwisz, polski piłkarz (zm. 1982)
- 1912:
  - Annibale Bugnini, włoski duchowny katolicki, arcybiskup, nuncjusz apostolski (zm. 1982)
  - Maria Dziewicka, polska ekonomistka, działaczka komunistyczna (zm. 1997)
- 1913:
  - Stanley Black, brytyjski dyrygent (zm. 2002)
  - Zbigniew Rakowiecki, polski aktor (zm. 1944)
- 1914:
  - Gisèle Casadesus, francuska aktorka (zm. 2017)
  - Anna Maria Ortese, włoska pisarka, poetka, reportażystka (zm. 1998)
  - Henry Tiller, norweski bokser (zm. 1999)
  - Paulina Włodawer, polska biochemik, wykładowczyni akademicka (zm. 2006)
- 1915 – Nicolaas Cortlever, holenderski szachista (zm. 1995)
- 1916:
  - Halina Billing-Wohl, polska aktorka, pedagog (zm. 1995)
  - Dorothy McGuire, amerykańska aktorka (zm. 2001)
  - Jacob Leib Talmon, izraelski historyk (zm. 1980)
  - Georg Henrik von Wright, fiński filozof, logik, wykładowca akademicki (zm. 2003)
- 1917:
  - Katherine Rawls, amerykańska skoczkini do wody, pływaczka (zm. 1982)
  - Atle Selberg, norweski matematyk, wykładowca akademicki (zm. 2007)
- 1918:
  - T.M. Aluko, nigeryjski pisarz (zm. 2010)
  - Jan Sobczyński, polski malarz (zm. 2007)
  - Anna Wernerowa, polska poetka (zm. 1999)
- 1919:
  - Gene Barry, amerykański aktor, scenarzysta i producent filmowy (zm. 2009)
  - Władimir Djakow, rosyjski historyk, wykładowca akademicki (zm. 1995)
  - José Antonio Vucetich, argentyński piłkarz (zm. 1973)
  - Sam Wanamaker, amerykański aktor, reżyser filmowy (zm. 1993)
- 1920:
  - Veljko Bakašun, jugosłowiański piłkarz wodny (zm. 2007)
  - Ivar Mathisen, norweski kajakarz (zm. 2008)
  - Thomas Zhao Fengwu, chiński duchowny katolicki, biskup Yanzhou, więzień za wiarę (zm. 2005)
- 1921:
  - Władimir Abramow, radziecki generał major lotnictwa (zm. 1985)
  - Władysław Maleszewski, polski koszykarz, trener (zm. 1983)
- 1922:
  - Władimir Biezbokow, radziecki generał pułkownik lotnictwa (zm. 2000)
  - Kevin Roche, irlandzko-amerykański architekt (zm. 2019)
- 1923:
  - Ivan Gubijan, jugosłowiański lekkoatleta, młociarz (zm. 2009)
  - Władysław Nehrebecki, polski reżyser filmowy i teatralny, scenarzysta, autor komiksów i filmów animowanych (zm. 1978)
- 1924:
  - James W. Black, szkocki farmaceuta, laureat Nagrody Nobla (zm. 2010)
  - Andrzej Giersz, polski ekonomista, polityk, minister budownictwa (zm. 2004)
  - Władimir Sołychin, rosyjski poeta, prozaik (zm. 1997)[potrzebny przypis]
- 1925:
  - Serge Moscovici, francuski psycholog społeczny pochodzenia rumuńskiego (zm. 2014)
  - Pierre Salinger, amerykański dziennikarz, polityk, senator (zm. 2004)
  - Czesław Świrta, polski operator filmowy (zm. 2008)
- 1926:
  - Tage Ekfeldt, szwedzki lekkoatleta, sprinter i średniodystansowiec (zm. 2005)
  - Hermann Kant, niemiecki pisarz (zm. 2016)
  - Don Newcombe, amerykański baseballista (zm. 2019)
  - Kurt Schmied, austriacki piłkarz, bramkarz (zm. 2007)
  - Danuta Romana Urbanowicz, polska aktorka, malarka (zm. 1989)
- 1927:
  - Jolanta Hanisz, polska aktorka (zm. 2006)
  - Joanna Matejko, polska historyk, polonijna działaczka społeczna (zm. 2017)
- 1928:
  - José Bonaparte, argentyński paleontolog (zm. 2020)
  - Boris Cybin, rosyjski łyżwiarz szybki (zm. 2011)
  - Ernesto Guevara, argentyński lekarz, rewolucjonista, pisarz (zm. 1967)
  - Stanisław Kukuryka, polski polityk, poseł na Sejm PRL, minister budownictwa (zm. 2010)
  - Hubert Lilliefors, amerykański statystyk (zm. 2008)
- 1929:
  - Cy Coleman, amerykański kompozytor, autor musicali (zm. 2004)[potrzebny przypis]
  - Alfred Farag, egipski dramaturg (zm. 2005)[potrzebny przypis]
  - Antoni Konopelski, polski piłkarz (zm. 1977)
  - Emil Nikodemowicz, polski hokeista, trener (zm. 2013)
  - Johnny Wilson, kanadyjski hokeista (zm. 2011)
- 1930:
  - Krzysztof Blauth, polski dziennikarz sportowy, reportażysta (zm. 1999)
  - José Carlos Castanho de Almeida, brazylijski duchowny katolicki, biskup Araçatuba (zm. 2022)
  - Jerzy Jedlicki, polski historyk idei, profesor nauk humanistycznych, działacz opozycji antykomunistycznej (zm. 2018)
  - Borivoje Kostić, serbski piłkarz (zm. 2011)
  - Dragoljub Mićunović, serbski filozof, polityk
  - Włodzimierz Odojewski, polski pisarz i dziennikarz emigracyjny (zm. 2016)
- 1931:
  - Bernard Antochewicz, polski poeta, tłumacz (zm. 1997)
  - Maria Teresa Chojnacka, polska artystka, twórczyni tkaniny artystycznej (zm. 2023)
  - Janina Dąbrowska, polsko-francuska filolog romańska, poetka, tłumaczka, dziennikarka (zm. 2015)[potrzebny przypis]
  - Antoni B. Stępień, polski filozof, wykładowca akademicki
  - Klaus Zernack, niemiecki historyk, wykładowca akademicki (zm. 2017)
- 1932:
  - Javier Echevarría Rodríguez, hiszpański duchowny katolicki, prałat Opus Dei (zm. 2016)
  - Miroslav Hroch, czeski historyk, wykładowca akademicki
  - Henri Schwery, szwajcarski duchowny katolicki, arcybiskup Sionu, kardynał (zm. 2021)
- 1933:
  - Iwo Białynicki-Birula, polski fizyk teoretyczny
  - Hadar Cars, szwedzki polityk
  - Lesław Furmaga, polski pisarz[potrzebny przypis]
  - Harry Hooper, angielski piłkarz (zm. 2020)
  - Jerzy Kosiński, amerykański pisarz (zm. 1991)
  - John McHardy Sinclair, brytyjski językoznawca, leksykograf (zm. 2007)
  - Henryk Orleański, francuski arystokrata (zm. 2019)
  - Dumitru Pârvulescu, rumuński zapaśnik (zm. 2007)
  - Jan Szczepański, polski ekonomista, wykładowca akademicki (zm. 2020)
- 1934 – Wiktor Borcow, rosyjski aktor (zm. 2008)
- 1935:
  - Jorge Tobias de Freitas, brazylijski duchowny katolicki, biskup Nazaré
  - Roberto Sosa, urugwajski piłkarz, bramkarz (zm. 2008)
- 1936:
  - Wolfgang Behrendt, niemiecki bokser
  - Hanna Kamińska, polska lektorka radiowa i telewizyjna (zm. 2018)
  - George Niederauer, amerykański duchowny katolicki, arcybiskup metropolita San Francisco (zm. 2017)
  - Awraham Szochat, izraelski samorządowiec, polityk, burmistrz Aradu, minister finansów (zm. 2024)
- 1937 – Jørgen Leth, duński reżyser filmów dokumentalnych, poeta
- 1938:
  - Esko Saira, fiński biathlonista
  - Robert Todd Williams, amerykański przedsiębiorca (zm. 2007)
- 1939:
  - Marek Gaszyński, polski dziennikarz muzyczny, autor tekstów piosenek (zm. 2023)
  - Steny Hoyer, amerykański polityk, kongresman
  - Czesław Majewski, polski pianista, kompozytor, aranżer, dyrygent, aktor kabaretowy
  - Peter Mayle, brytyjski pisarz (zm. 2018)
  - Manuel Vázquez Montalbán, hiszpański prozaik, poeta, eseista, publicysta (zm. 2003)
- 1940:
  - William P. Baker, amerykański polityk
  - Laura Efrikian, włoska aktorka
  - Héctor Epalza Quintero, kolumbijski duchowny katolicki, biskup Buenaventury (zm. 2021)
  - Francesco Guccini, włoski piosenkarz, autor tekstów, aktor
- 1941:
  - Inge Danielsson, szwedzki piłkarz (zm. 2021)
  - Jewgienij Frołow, rosyjski bokser
  - John Louis, brytyjski żużlowiec
  - Luciano De Paolis, włoski bobsleista
- 1942:
  - Jim Busby, amerykański kierowca wyścigowy
  - Mila Haugová, słowacka pisarka, poetka, tłumaczka
- 1943:
  - Josip Čorak, chorwacki zapaśnik (zm. 2023)
  - Bernard Jamnický, słowacki taternik, alpinista, przewodnik tatrzański, ratownik górski (zm. 1979)
  - Piet Keizer, holenderski piłkarz (zm. 2017)
  - John Miles, brytyjski kierowca wyścigowy (zm. 2018)
  - Jim Sensenbrenner, amerykański polityk, kongresman
  - Radosław Spasow, bułgarski reżyser, scenarzysta i operator filmowy (zm. 2024)
- 1945:
  - Thor Pedersen, duński polityk
  - Richard Stebbins, amerykański lekkoatleta, sprinter
- 1946:
  - Zeno Hastenteufel, brazylijski duchowny katolicki, biskup Frederico Westphalen i Novo Hamburgo (zm. 2025)
  - Tadeusz Łuba, polski profesor nauk technicznych
  - Marek Nowakowski, polski aktor (zm. 2018)
  - Janusz Stefański, polski perkusista jazzowy, kompozytor (zm. 2016)
  - Witold Stok, polski operator filmowy, realizator filmów dokumentalnych
  - Bernard Tchibambelela, kongijski ekonomista, polityk (zm. 2025)
  - Donald Trump, amerykański przedsiębiorca, polityk, prezydent USA
- 1947:
  - Antoni Błądek, polski polityk, poseł na Sejm RP
  - Hiroshi Miyauchi, japoński aktor
  - Wiktor Osik, polski rolnik, polityk, poseł na Sejm RP (zm. 2015)
  - Philémon Yang, kameruński dyplomata, polityk, premier Kamerunu
  - Andrzej Żylis, polski kompozytor muzyki teatralnej
- 1948:
  - Linda Clifford, amerykańska piosenkarka, aktorka
  - Robert Sęk, polski polityk, senator RP
- 1949:
  - Carlos Abascal, meksykański prawnik, polityk, publicysta (zm. 2008)
  - Tomasz Gietek, polski rolnik, polityk, poseł na Sejm RP
  - Jim Lea, brytyjski gitarzysta, skrzypek, basista, wokalista, członek zespołu Slade
  - Jean Rolin, francuski dziennikarz, pisarz
  - Harry Turtledove, amerykański pisarz
  - Papa Wemba, kongijski piosenkarz, kompozytor (zm. 2016)
  - Alan White, brytyjski perkusista, członek zespołu Yes (zm. 2022)
- 1950:
  - Spirydon (Abuladze), gruziński biskup prawosławny
  - Basilio do Nascimento, wschodniotimorski duchowny katolicki, biskup Baucau (zm. 2021)
  - Rowan Williams, brytyjski duchowny anglikański, arcybiskup Canterbury i prymas całej Anglii
- 1951:
  - Paul Boateng, brytyjski polityk pochodzenia ghańskiego
  - Tadeusz Haręza, polski motorowodniak
  - Aleksandr Sokurow, rosyjski reżyser i scenarzysta filmowy
  - Alicja Wierzba, polska lekkoatletka, skoczkini w dal
- 1952:
  - Janina Fetlińska, polska pielęgniarka, doktor nauk medycznych, polityk, senator RP (zm. 2010)
  - Piotr Piotrowski, polski historyk sztuki (zm. 2015)
  - Alois Schwarz, austriacki duchowny katolicki, biskup Gurk
  - Rafael Masahiro Umemura, japoński duchowny katolicki, biskup Jokohamy
- 1953:
  - Jan Andrykiewicz, polski rolnik, polityk, poseł na Sejm RP
  - Cassiá, brazylijski piłkarz, trener
  - Puiu Hașotti, rumuński polityk
  - László Hazai, węgierski szachista, trener
  - Hanna Laslo, izraelska aktorka
  - Wolfgang Löwe, niemiecki siatkarz
  - David Thomas, amerykański wokalista, autor tekstów, członek zespołu Pere Ubu (zm. 2025)
- 1954:
  - Juryj Kurnienin, białoruski piłkarz, trener (zm. 2009)
  - Irena Morawska, polska dziennikarka, reporterka, scenarzystka filmowa (zm. 2022)
  - Will Patton, amerykański aktor
- 1955:
  - Massimo Introvigne, włoski socjolog, wykładowca akademicki
  - Kirron Kher, indyjska aktorka
  - Zbigniew Mierzwa, polski samorządowiec, polityk, poseł na Sejm RP
  - Tito Rojas, portorykański piosenkarz (zm. 2020)
  - Piotr Szmitke, polski artysta interdyscyplinarny, scenograf (zm. 2013)
- 1956:
  - Ad Bax, holenderski biofizyk
  - King Diamond, duński wokalista, kompozytor, członek zespołów Mercyful Fate i King Diamond
  - José Antonio Eguren Anselmi, peruwiański duchowny katolicki, arcybiskup Piury
  - Gianna Nannini, włoska piosenkarka, autorka tekstów
  - Val Valentino, amerykański iluzjonista
- 1957:
  - Chad Cromwell, amerykański perkusista
  - Piotr Hanuszkiewicz, polski reżyser filmowy
  - Siergiej Żełanow, rosyjski lekkoatleta, wieloboista
- 1958:
  - James Gurney, amerykański rysownik, ilustrator, pisarz
  - Eric Heiden, amerykański łyżwiarz szybki, kolarz szosowy
  - Yao Jingyuan, chiński sztangista
  - Olaf Scholz, niemiecki prawnik, polityk, kanclerz Niemiec
  - Nick Van Eede, brytyjski muzyk, wokalista, producent muzyczny, członek zespołu Cutting Crew
- 1959:
  - Hervé Gaschignard, francuski duchowny katolicki, biskup Aire i Dax
  - Tomasz Kulesza, polski nauczyciel, polityk, poseł na Sejm RP
  - Marcus Miller, amerykański muzyk, kompozytor, aranżer, multiinstrumentalista
  - Walerij Mowczan, białoruski kolarz szosowy
  - Władysław Pasikowski, polski reżyser i scenarzysta filmowy
  - Antonio Staglianò, włoski duchowny katolicki, biskup Noto
  - Alan Thompson, nowozelandzki kajakarz
- 1960:
  - Tonie Campbell, amerykański lekkoatleta, płotkarz
  - Gary Husband, amerykański perkusista, klawiszowiec, członek zespołu Level 42
  - Grzegorz Matysik, polski aktor
  - Serhij Szebek, ukraiński sędzia piłkarski
- 1961:
  - Hartmut Bölts, niemiecki kolarz szosowy
  - Boy George, brytyjski wokalista, członek zespołu Culture Club
  - Mihai Cioc, rumuński judoka
  - Dušan Kojić, serbski muzyk, wokalista, kompozytor, członek zespołu Disciplina Kičme
  - Sam Perkins, amerykański koszykarz
  - Anna Rozpiórska, polska siatkarka
  - Tomasz Sętowski, polski malarz surrealista
- 1962:
  - António Augusto Azevedo, portugalski duchowny katolicki, biskup Vila Real
  - Tadeusz Lityński, polski duchowny katolicki, biskup zielonogórsko-gorzowski
  - Hugh Mundell, jamajski wykonawca muzyki roots reggae (zm. 1983)
  - Jarosław Obremski, polski samorządowiec, polityk, senator RP, wojewoda dolnośląski
  - Jacek Radwan, polski profesor nauk biologicznych
  - Ricardo Augusto Rodríguez Álvarez, peruwiański duchowny katolicki, biskup pomocniczy Limy
  - Iwo Rusew, bułgarski wioślarz
  - Rimantas Šidlauskas, litewski dyplomata (zm. 2022)
- 1963:
  - Tamierłan Aguzarow, rosyjski polityk, przywódca Osetii Północnej (zm. 2016)
  - Rambo Amadeus, czarnogórski piosenkarz, kompozytor
  - Jarosław Boberek, polski aktor
  - Dariusz Cychol, polski dziennikarz
  - Luis Ángel de las Heras Berzal, hiszpański duchowny katolicki, biskup Mondoñedo-Ferrol
  - Daniel Podrzycki, polski dziennikarz, polityk (zm. 2005)
- 1964:
  - Torbjörn Flygt, szwedzki pisarz
  - Janusz Gałuszka, polski piłkarz
  - Grzegorz Pasierb, polski nauczyciel, dziennikarz, poeta (zm. 1991)
  - Giennadij Żylcow, rosyjski zapaśnik
- 1965:
  - Andrew Green, brytyjski inżynier i projektant Formuły 1
  - Kęstutis Skrebys, litewski prawnik, przedsiębiorca, polityk
- 1966:
  - Rikard Bergh, szwedzki tenisista
  - Matt Freeman, amerykański basista, członek zespołów: Operation Ivy, Rancid i Devil’s Brigade
  - Traylor Howard, amerykańska aktorka
  - Stefan Huber, szwajcarski piłkarz, bramkarz
- 1968:
  - Bassey William Andem, kameruński piłkarz, bramkarz
  - Yasmine Bleeth, amerykańska aktorka
  - Regan Burns, amerykański aktor
  - Uchnaagijn Chürelsüch, mongolski polityk, premier Mongolii
  - Jan Dydak, polski bokser (zm. 2019)
- 1969:
  - Derek Boyer, australijski trójboista siłowy
  - Michael Gerber, amerykański pisarz
  - Steffi Graf, niemiecka tenisistka
  - Peter Hessler, amerykański dziennikarz, pisarz
  - Luc Holtz, luksemburski piłkarz, trener
  - MC Ren, amerykański raper
  - Marcos Pasquim, brazylijski piłkarz
  - Jackson Richardson, francuski piłkarz ręczny
- 1970:
  - Tetsuya Harada, japoński motocyklista wyścigowy
  - Kostiantyn Kułyk, ukraiński piłkarz
  - Ray Luzier, amerykański perkusista, członek zespołu Korn
  - Pantelejmon (Mutafis), grecki biskup prawosławny
  - Renata Paradowska, polska lekkoatletka, biegaczka średnio- i długodystansowa
  - Bradley Roland Will, amerykański dziennikarz, reżyser filmów dokumentalnych, anarchista (zm. 2006)
- 1971:
  - Bruce Bowen, amerykański koszykarz
  - Sophiya Haque, brytyjska aktorka, piosenkarka, tancerka (zm. 2013)
  - Alfred Krupa, chorwacki malarz pochodzenia polskiego
  - Miłka Malzahn, polska pisarka, piosenkarka, autorka tekstów, prezenterka radiowa
  - Håkan Mild, szwedzki piłkarz
  - Billie Myers, brytyjska piosenkarka
  - Mike Sorber, amerykański piłkarz
  - Beata Strzałka, polska działaczka samorządowa, polityk, poseł na Sejm RP
  - Ramon Vega, szwajcarski piłkarz
- 1972:
  - Moustapha Sonko, francuski koszykarz
  - Matthias Ettrich, niemiecki informatyk
  - Paweł Hadrych, polski strzelec sportowy
  - Danny McFarlane, jamajski lekkoatleta, sprinter
  - Steffen Skel, niemiecki saneczkarz
- 1973:
  - Álex Calatrava, hiszpański tenisista
  - Jan Filip, czeski piłkarz ręczny
  - Sami Kapanen, fiński hokeista, trener i działacz hokejowy
  - Płamen Konstantinow, bułgarski siatkarz
  - Gergana Pasi, bułgarska prawnik, polityk
- 1974:
  - Aleh Biabienin, białoruski dziennikarz opozycyjny (zm. 2010)
  - Simon Birmingham, australijski polityk
  - Joseph Blair, amerykański koszykarz
  - Jang Jin-young, południowokoreańska aktorka, modelka (zm. 2009)
  - Marcin Maciejowski, polski malarz, rysownik
  - Roman Maksymiuk, ukraiński piłkarz
  - Merche, hiszpańska piosenkarka
  - Steve Ralston, amerykański piłkarz
  - Joanna Szeszko, polska siatkarka
  - Grzegorz Wnęk, polski malarz
- 1975:
  - Rui Faria, portugalski trener piłkarski
  - Moulay Haddou, algierski piłkarz
  - Claudia Schramm, niemiecka bobsleistka
  - Beata Tadla, polska dziennikarka, prezenterka telewizyjna i radiowa
  - Martin Voznik, czesko-polski hokeista
- 1976:
  - Igor Lukšić, czarnogórski ekonomista, polityk, premier Czarnogóry
  - Norbert Maliszewski, polski psycholog społeczny, publicysta
  - Tomasz Mandes, polski aktor
  - Massimo Oddo, włoski piłkarz
- 1977:
  - Haiducii, rumuńska piosenkarka, aktorka, modelka
  - Duncan Oughton, nowozelandzki piłkarz
  - Sullivan Stapleton, australijski aktor
- 1978:
  - Diablo Cody, amerykańska scenarzystka filmowa, pisarka, dziennikarka, blogerka
  - Pedro Palacio, kolumbijski aktor, model
  - The-Dream, amerykański piosenkarz, autor tekstów
  - Otar Tusziszwili, gruziński zapaśnik
  - Anna Wodzyńska, polska aktorka
- 1979:
  - Johan Arneng, szwedzki piłkarz
  - Joanna Augustynowska, polska polityk, poseł na Sejm RP
  - Osvaldo Benavides, meksykański aktor, scenarzysta, producent i operator filmowy
  - Manuela Ímaz, meksykańska aktorka
  - Moses Molongo, kameruński piłkarz
  - Paradorn Srichaphan, tajski tenisista
  - Raphael Vieira de Oliveira, brazylijski siatkarz
  - Michal Wiezik, słowacki ekolog, nauczyciel akademicki, polityk
  - Adam Zięcina, polski operator filmowy, montażysta, pedagog
- 1980:
  - Damian Laskowski, polski koszykarz, raper
  - Ivanas Stapovičius, litewski bokser
  - Clay Tucker, amerykański koszykarz
- 1981:
  - Magdalena Czenska, polska lekkoatletka, oszczepniczka
  - Elano, brazylijski piłkarz
  - Lonneke Engel, holenderska modelka
  - Alastair Kellock, szkocki rugbysta
  - Protoje, jamajski wokalista reggae i dub
- 1982:
  - Freddie Gibbs, amerykański raper
  - Jamie Green, brytyjski kierowca wyścigowy
  - Lang Lang, chiński pianista
  - Ørjan Nilsen, norweski didżej, producent muzyczny
  - Lawrence Saint-Victor, amerykański aktor, reżyser, scenarzysta i producent filmowy
  - Iridia Salazar, meksykańska taekwondzistka
  - Tuni, hiszpański piłkarz
  - Douwe de Vries, holenderski łyżwiarz szybki
- 1983:
  - Trevor Barry, bahamski lekkoatleta, skoczek wzwyż
  - Louis Garrel, francuski aktor
  - Mattia Gavazzi, włoski kolarz szosowy
  - Siarhiej Karnilenka, białoruski piłkarz
  - Şebnem Kimyacıoğlu, turecko-amerykańska koszykarka
  - James Moga, południowosudański piłkarz
  - Wolha Ziuźkowa, białoruska koszykarka
- 1984:
  - Siobhán Donaghy, brytyjska piosenkarka pochodzenia irlandzkiego
  - Jurij Priłukow, rosyjski pływak
  - Zuzana Smatanová, słowacka piosenkarka, kompozytorka, autorka tekstów
  - Roderick Trice, amerykański koszykarz
- 1985:
  - Gundars Celitāns, łotewski siatkarz
  - Marvin Compper, niemiecki piłkarz, trener pochodzenia gwadelupskiego
  - Joanna Gabryelewicz, polska lekkoatletka, sprinterka
  - Juuso Hietanen, fiński hokeista
  - Mouhssine Iajour, marokański piłkarz
  - Joanna Podsadecka, polska dziennikarka, pisarka
  - Andy Soucek, hiszpański kierowca wyścigowy pochodzenia austriackiego
  - Amour Patrick Tignyemb, kameruński piłkarz, bramkarz
  - Zhu Guo, chiński taekwondzista
- 1986:
  - Carlos David, hiszpański piłkarz
  - Maciu Dunadamu, fidżyjski piłkarz
  - Chadi Hammami, tunezyjski piłkarz
  - Marko Hübenbecker, niemiecki bobsleista
  - Jun Woong-sun, południowokoreański tenisista
  - Daniel Pisla, mołdawski piłkarz
- 1987:
  - Will Crothers, kanadyjski wioślarz
  - Mohamed Diamé, senegalski piłkarz
  - Sebastian Fabijański, polski aktor
  - Emma Lyons, brytyjska lekkoatletka, tyczkarka
  - Ross McGinnis, amerykański żołnierz (zm. 2006)
- 1988:
  - Adrián Aldrete, meksykański piłkarz
  - Kenni Larsen, duński żużlowiec
  - Kevin McHale, amerykański aktor, piosenkarz
  - Bartosz Romowicz, polski ekonomista, polityk, poseł na Sejm RP
- 1989:
  - Lucy Hale, amerykańska aktorka, piosenkarka
  - Glenn O’Shea, australijski kolarz szosowy i torowy
  - Joao Rojas, ekwadorski piłkarz
- 1990:
  - Bian Yuqian, chińska siatkarka
  - Karoline Bjerkeli Grøvdal, norweska lekkoatletka, biegaczka długodystansowa
  - Azenaide Carlos, angolska piłkarka ręczna
  - Reginaldo Faife, mozambicki piłkarz
  - Irina Filisztinska, rosyjska siatkarka
  - Jorgos Katsikas, grecki piłkarz
  - Piotr Kmiecik, polski hokeista
  - Wiaczesław Kulomin, rosyjski hokeista
- 1991:
  - Alyona Alyona, ukraińska raperka
  - Erick Barrondo, gwatemalski lekkoatleta, chodziarz
  - André Carrillo, peruwiański piłkarz
  - Filip Kurto, polski piłkarz, bramkarz
  - Kostas Manolas, grecki piłkarz
  - Dobriana Rabadżiewa, bułgarska siatkarka
- 1992:
  - Nicholas Bett, kenijski lekkoatleta, płotkarz (zm. 2018)
  - Ben Halloran, australijski piłkarz
  - Jani Kovačič, słoweński siatkarz
  - Stefan Medina, kolumbijski piłkarz
  - Daryl Sabara, amerykański aktor
  - Justyna Wojtowicz, polska siatkarka
- 1993:
  - Callum McGregor, szkocki piłkarz
  - Paweł Paczkowski, polski piłkarz ręczny
  - Thomas Ulimwengu, tanzański piłkarz
- 1994:
  - Andrew Chrabascz, amerykański koszykarz
  - Adam Henley, walijski piłkarz
  - Mothobi Mvala, południowoafrykański piłkarz
  - Alimchan Syzdykow, kazachski zapaśnik
  - Masaru Yamada, japoński szpadzista
- 1995:
  - Krzysztof Iwaneczko, polski muzyk
  - Vincent Rabiega, polski piłkarz
  - Kendell Williams, amerykańska lekkoatletka, wieloboistka
- 1996:
  - G’mrice Davis, amerykańska koszykarka
  - Katharina Hennig, niemiecka biegaczka narciarska
  - Gabe Vincent, nigeryjsko-amerykański koszykarz
- 1997:
  - Freddie Gillespie, amerykański koszykarz
  - Kika Kagata, japońska zapaśniczka
  - Fujii Kaze, japoński piosenkarz
  - Justin Patton, amerykański koszykarz
- 1998:
  - Agnieszka Bednarek, polska lekkoatletka, trójskoczkini
  - Alina Boz, turecko-rosyjska aktorka
  - Jovane Cabral, kabowerdyjski piłkarz
  - Fabian Kunze, niemiecki piłkarz
  - Yerko Leiva, chilijski piłkarz
- 1999:
  - Leaky Black, amerykański koszykarz
  - Alicja Grabska, polska koszykarka
  - Kim Min-seok, południowokoreański łyżwiarz szybki
  - Žan Medved, słoweński piłkarz
  - Paul Reed, amerykański koszykarz
  - Sam Thomas, amerykańska koszykarka
- 2000:
  - R.J. Barrett, amerykański koszykarz
  - Helena Englert, polska aktorka
- 2001:
  - Prosto Lera, białoruska piosenkarka, autorka tekstów
  - Vicente Taborda, argentyński piłkarz
- 2003:
  - Cheickna Doumbia, malijski piłkarz
  - Hajk Papikian, ormiański zapaśnik
- 2004:
  - David Martínez, argentyński piłkarz
  - Waima, polski raper, autor tekstów
- 2005 – Nicko Sensoli, sanmaryński piłkarz

## Zmarli
- 844 – Hugo, opat, arcykanclerz Świętego Cesarstwa Rzymskiego (ur. 802)
- 847 – Metody I, patriarcha Konstantynopola, święty katolicki i prawosławny (ur. ?)
- 1095 – Agapit Pieczerski, mnich, uzdrowiciel, zielarz, święty prawosławny (ur. ok. 1035)
- 1107 – Daimbert z Pizy, pierwszy arcybiskup Pizy i łaciński patriarcha Jerozolimy (ur. ?)
- 1213 – Giovanni Conti di Segni, włoski kardynał (ur. ?)
- 1349 – Günter ze Schwarzburga, hrabia Saalfeld/Saale i Blankenburga, antykról niemiecki (ur. 1304)
- 1497 – Jan Borgia, książę Gandii (ur. 1476)
- 1508 – Wit Beggiami, włoski dominikanin, inkwizytor, błogosławiony (ur. 1439)
- 1544 – Antoni II Dobry, książę Lotaryngii (ur. 1489)
- 1548 – Elzéar Genet, francuski kompozytor (ur. ok. 1470)
- 1584 – Claude de la Baume, francuski duchowny katolicki, arcybiskup Besançon, kardynał (ur. 1534)
- 1594 – Orlando di Lasso, franko-flamandzki kompozytor (ur. 1532)
- 1603 – Girolamo Rusticucci, włoski kardynał (ur. 1537)
- 1635 – Christian Erbach, niemiecki organista, kompozytor (ur. ok. 1568)
- 1642 – Saskia van Uylenburgh, Holenderka, żona Rembrandta (ur. 1612)
- 1674 – Marin le Roy de Gomberville, francuski prozaik, poeta (ur. 1600)
- 1709 – Gabriel Nicolas de La Reynie, francuski urzędnik, pierwszy szef policji paryskiej (ur. 1625)
- 1710 – Raoul-Auger Feuillet, francuski tancerz, choreograf (ur. 1660)
- 1732 – Giovanni Fossa, włoski malarz (ur. 1645)
- 1733 – Katarzyna Iwanowna, carewna rosyjska, księżna meklemburska (ur. 1691)
- 1746 – Colin Maclaurin, szkocki matematyk (ur. 1698)
- 1752 – Charles-Antoine Coypel, francuski malarz (ur. 1694)
- 1784 – Andrzej Mokronowski, polski generał, polityk (ur. 1713)
- 1794 – Francis Seymour-Conway, brytyjski arystokrata, polityk (ur. 1718)
- 1800:
  - Louis Charles Antoine Desaix, francuski generał (ur. 1768)
  - Jean-Baptiste Kléber, francuski generał (ur. 1753)
- 1801 – Benedict Arnold, amerykański kupiec, generał, zdrajca (ur. 1741)
- 1824 – Charles François Lebrun, francuski polityk, tłumacz (ur. 1739)
- 1828 – Karol August, wielki książę Saksonii-Weimar-Eisenach (ur. 1757)
- 1830 – Václav Leopold Chlumčanský, czeski duchowny katolicki, biskup litomierzycki, arcybiskup metropolita praski i prymas Czech (ur. 1749)
- 1837 – Giacomo Leopardi, włoski poeta (ur. 1798)
- 1858 – Zygmunt Kurnatowski, polski generał dywizji, polityk (ur. 1778)
- 1864 – Leonidas Polk, amerykański duchowny episkopalny, biskup Luizjany, właściciel ziemski, generał-porucznik konfederacki (ur. 1806)
- 1866 – Stanisław Gołębiowski, polski architekt (ur. 1814)
- 1873 – Friedrich von Raumer, niemiecki prawnik, historyk, publicysta, wykładowca akademicki, polityk (ur. 1781)
- 1875:
  - Heinrich Louis d’Arrest, niemiecki astronom (ur. 1822)
  - Grzegorz Szymonowicz, polski duchowny ormiańskokatolicki, arcybiskup lwowski obrządku ormiańskiego (ur. 1800)
- 1883:
  - Charles J. Jenkins, amerykański polityk (ur. 1805)
  - Dominik Zoner, polski fotograf (ur. 1815)
- 1886 – Aleksandr Ostrowski, rosyjski pisarz (ur. 1823)
- 1888 – Fortunat Nowicki, polski lekarz, działacz społeczny, uczestnik powstania styczniowego (ur. 1830)
- 1891 – Józef Curzydło, polski krawiec, filantrop (ur. 1828)
- 1892 – Eugène Borel, szwajcarski polityk (ur. 1835)
- 1894:
  - Max von dem Borne, pruski szambelan, pionier hodowli ryb (ur. 1826)
  - Celestyn Racek, polski inżynier górnik (ur. 1862)
- 1895 – Franciszka od Pauli od Jezusa, brazylijska zakonnica, błogosławiona (ur. ok. 1810)
- 1901:
  - Georg von Kramsta, niemiecki hrabia, przedsiębiorca (ur. 1842)
  - Lucjan Tatomir, polski nauczyciel, autor podręczników, publicysta (ur. 1836)
- 1903:
  - Karl Gegenbaur, niemiecki zoolog, anatom, wykładowca akademicki (ur. 1826)
  - Jan Aleksander Karłowicz, polski etnograf, muzykolog, językoznawca, wykładowca akademicki (ur. 1836)
- 1905 – Jan Mikulicz-Radecki, polski chirurg, wykładowca akademicki (ur. 1850)
- 1906:
  - Egyed Berzeviczy, węgierski właściciel ziemski, działacz turystyczny (ur. 1835)
  - Robert Roosevelt, amerykański polityk, dyplomata (ur. 1829)
- 1907:
  - Adolf Daens, belgijski duchowny katolicki, polityk (ur. 1839)
  - Giuseppe Pellizza da Volpedo, włoski malarz (ur. 1868)
  - Dosyteusz (Stojczew), bułgarski biskup prawosławny (ur. 1837)
- 1908:
  - Alfred Milieski, polski prawnik, polityk (ur. 1835)
  - Tadeusz Peszyński, polski ziemianin, uczestnik powstania styczniowego (ur. 1836)
  - Frederick Stanley, brytyjski polityk (ur. 1841)
- 1909:
  - Franciszek Brudzyński, polski duchowny katolicki, administrator diecezji kieleckiej (ur. 1829)
  - Afonso Pena, brazylijski polityk, prezydent Brazylii (ur. 1847)
  - Witold Wojtkiewicz, polski malarz, rysownik, grafik (ur. 1879)
- 1911 – Johan Svendsen, norweski kompozytor, skrzypek (ur. 1840)
- 1914 – Adlai Ewing Stevenson, amerykański polityk, wiceprezydent USA (ur. 1835)
- 1918 – Mieczysław Piniński, polski hrabia, ziemianin, literat, polityk (ur. 1862)
- 1920 – Max Weber, niemiecki socjolog, historyk, ekonomista, prawnik, religioznawca, teoretyk polityki (ur. 1864)
- 1922:
  - Hesketh Hesketh-Prichard, brytyjski major, myśliwy, krykiecista, pisarz, podróżnik (ur. 1876)
  - Jakub Romaszkan, polski baron, ziemianin, polityk (ur. 1843)
- 1923:
  - Mansfield Smith-Cumming, brytyjski kontradmirał, szef służb specjalnych (ur. 1859)
  - Aleksandyr Stambolijski, bułgarski polityk, premier Bułgarii (ur. 1879)
  - Antoni Sygietyński, polski pisarz, krytyk literacki, muzyczny i teatralny (ur. 1850)
  - Eugenia Żmijewska, polska pisarka, publicystka, tłumaczka (ur. 1865)
- 1924:
  - Frank Bunker Gilbreth, amerykański pionier inżynierii humanistycznej (ur. 1868)
  - Petko Petkow, bułgarski polityk (ur. 1891)
- 1925 – Georg Richter, niemiecki prawnik, polityk, samorządowiec (ur. 1853)
- 1926 – Mary Cassatt, amerykańska malarka, graficzka (ur. 1844)
- 1927 – Jerome K. Jerome, brytyjski prozaik, dramaturg (ur. 1859)
- 1928:
  - Emmeline Pankhurst, brytyjska sufrażystka (ur. 1858)
  - Franciszek Terlikowski, polski filolog klasyczny, pedagog (ur. 1851)
- 1929:
  - Henryk Ettinger, polski adwokat pochodzenia żydowskiego (ur. 1859)
  - Anna Margareta Schindler, austriacka rzeźbiarka (ur. 1892)
  - Władysław Stankiewicz, polski chirurg, urolog, podporucznik, uczestnik powstania styczniowego (ur. 1837)
- 1931:
  - Calvin Henry Kauffman, amerykański botanik, mykolog, wykładowca akademicki (ur. 1869)
  - Wacław Lipiński, ukraiński historyk, socjolog, publicysta, polityk pochodzenia polskiego (ur. 1882)
- 1933:
  - William Beckman, amerykański zapaśnik (ur. 1881)
  - Justinien Clary, francuski hrabia, strzelec i działacz sportowy (ur. 1860)
  - Hans Prinzhorn, niemiecki psychiatra, historyk sztuki (ur. 1886)
- 1934 – Theodor Däubler, austriacki poeta, prozaik (ur. 1876)
- 1936:
  - Gilbert Keith Chesterton, brytyjski pisarz (ur. 1874)
  - (lub 18 czerwca) Maksim Gorki, rosyjski pisarz, publicysta (ur. 1868)
  - Hans Poelzig, niemiecki architekt, scenograf (ur. 1869)
  - Zhang Binglin, chiński językoznawca, polityk (ur. 1869)
- 1938:
  - William Wallace Campbell, amerykański astronom, wykładowca akademicki (ur. 1862)
  - Edvard Gylling, fiński polityk komunistyczny, premier Karelskiej ASRR (ur. 1881)
  - Nikołaj Kaszyrin, radziecki komandarm (ur. 1888)
- 1939:
  - Władysław Chodasiewicz, rosyjski poeta, krytyk literacki (ur. 1886)
  - Ernest Marklew, brytyjski polityk (ur. 1874)
- 1940 – Franciszek Smurąg, polski żołnierz Legionów Polskich, funkcjonariusz Policji Państwowej (ur. 1895)
- 1942:
  - Tadeusz Julian Chrościcki, polski ziemianin, porucznik (ur. 1888)
  - Stefan Fiałkiewicz, polski student, uczestnik konspiracji antyhitlerowskiej (ur. 1916)
  - Kazimierz Kling, polski chemik, wykładowca akademicki (ur. 1884)
- 1944:
  - Lubor Niederle, czeski slawista, antropolog, etnograf, archeolog, historyk, malarz (ur. 1865)
  - Fritz Witt, niemiecki generał major (ur. 1908)
- 1946:
  - John Logie Baird, szkocki inżynier, wynalazca (ur. 1888)
  - Charles Butterworth, amerykański aktor (ur. 1896)
  - Jorge Ubico, gwatemalski generał, polityk, prezydent Gwatemali (ur. 1878)
- 1947 – Albert Marquet, francuski malarz, rysownik, grafik (ur. 1875)
- 1949 – Michaił Łapinski, rosyjsko-chorwacki psychiatra, neurolog (ur. 1862)
- 1951 – Stanisław Anioł, polski działacz komunistyczny i gospodarczy (ur. 1898)
- 1952 – Felix Calonder, szwajcarski polityk, prezydent Szwajcarii (ur. 1863)
- 1953 – Nato Wacznadze, gruzińska aktorka (ur. 1904)
- 1954 – Johannes H.F. Umbgrove, holenderski geolog (ur. 1899)
- 1956 – Czesław Jastrzębiec-Kozłowski, polski tłumacz, poeta, esperantysta (ur. 1894)
- 1957 – Nico Bouvy, holenderski piłkarz (ur. 1892)
- 1958:
  - George Fonder, amerykański kierowca wyścigowy (ur. 1917)
  - Ibrahim Haszim, libański prawnik, dyplomata, polityk, premier Libanu (ur. 1878)
- 1960 – Ana Pauker, rumuńska polityk komunistyczna pochodzenia żydowskiego (ur. 1893)
- 1963:
  - Józef Gaczyński, polski śpiewak operowy (bas-baryton) (ur. 1895)
  - Carl Skottsberg, szwedzki botanik, badacz polarny (ur. 1880)
- 1966 – Witold Staniewicz, polski ekonomista, polityk (ur. 1887)
- 1967 – Edward Eagan, amerykański bokser, bobsleista (ur. 1898)
- 1968:
  - Karl-Birger Blomdahl, szwedzki kompozytor (ur. 1916)
  - Salvatore Quasimodo, włoski poeta, laureat Nagrody Nobla (ur. 1901)
  - Edward Ran, polski bokser (ur. 1909)
- 1969 – Marek Hłasko, polski pisarz, scenarzysta filmowy (ur. 1934)
- 1970:
  - Nifon (Criveanu), rumuński biskup prawosławny (ur. 1889)
  - William H. Daniels, amerykański operator filmowy (ur. 1901)
  - Irene Guest, amerykańska pływaczka (ur. 1900)
  - Roman Ingarden, polski filozof, wykładowca akademicki (ur. 1893)
- 1971:
  - Gerard Dillon, irlandzki malarz (ur. 1916)
  - Carlos P. Garcia, filipiński adwokat, polityk, prezydent Filipin (ur. 1896)
- 1973 – Otakar Odložilík, czeski historyk, mediewista (ur. 1899)
- 1976:
  - Rosa Bailly, francuska poetka, polonofilka (ur. 1890)
  - Kanut, książę duński (ur. 1900)
- 1978 – George Reader, angielski piłkarz, trener (ur. 1896)
- 1979:
  - Igor Bondarewski, rosyjski szachista (ur. 1913)
  - David Butler, amerykański aktor, reżyser, scenarzysta i producent filmowy (ur. 1894)
  - Stanisław Dzienisiewicz, polski komandor (ur. 1897)
  - Anatolij Kuzniecow, rosyjski pisarz, komunista, współpracownik KGB, dziennikarz emigracyjny (ur. 1929)
  - Toivo Pawlo, szwedzki aktor (ur. 1917)
- 1980:
  - Fryderyk Sadowski, polski skrzypek, pedagog (ur. 1921)
  - Cosma Spessotto, włoski franciszkanin, męczennik, błogosławiony (ur. 1923)
- 1981:
  - Anton Brinski, radziecki pułkownik (ur. 1906)
  - Alberto Winkler, włoski wioślarz (ur. 1932)
- 1982: 
  - Rafael Gracz, radziecki łyżwiarz szybki (ur. 1932)
  - Paweł Jasiek, polski działacz oświatowy, bibliotekarz (ur. 1908)
- 1983:
  - Helge Brinkeback, szwedzki żużlowiec (ur. 1918)
  - Aleksiej Surkow, rosyjski prozaik, poeta, dziennikarz (ur. 1899)
- 1984:
  - Ludwik Cienciała, polski autor tekstów gwarowych, gawędziarz (ur. 1922)
  - Károly Ferencz, węgierski zapaśnik (ur. 1913)
- 1986:
  - Jaap Boot, holenderski lekkoatleta, sprinter i skoczek w dal (ur. 1903)
  - Jorge Luis Borges, argentyński prozaik, poeta, eseista (ur. 1899)
  - Alan Jay Lerner, amerykański scenarzysta filmowy (ur. 1918)
- 1987 – Stanisław Bareja, polski aktor, reżyser i scenarzysta filmowy (ur. 1929)
- 1988 – Piotr Ożański, polski murarz, przodownik pracy (ur. 1925)
- 1989 – Joseph Albert Malula, kongijski duchowny katolicki, arcybiskup Kinszasy, kardynał (ur. 1917)
- 1990 – Kazimierz Ślaski, polski historyk, wykładowca akademicki (ur. 1912)
- 1991:
  - Peggy Ashcroft, brytyjska aktorka (ur. 1907)
  - Michaił Zielonkin, radziecki major pilot, as myśliwski (ur. 1920)
- 1994:
  - Denys Hay, brytyjski historyk, mediewista, wykładowca akademicki (ur. 1915)
  - Henry Mancini, amerykański kompozytor, aranżer, autor muzyki filmowej pochodzenia włoskiego (ur. 1924)
  - Roque Marrapodi, argentyński piłkarz, bramkarz, trener (ur. 1919)
  - Tadeusz Wituski, polski pianista, pedagog (ur. 1911)
- 1995:
  - Els Aarne, estońska kompozytorka, pedagog (ur. 1917)
  - Rory Gallagher, irlandzki gitarzysta rockowy i bluesowy, autor tekstów (ur. 1948)
  - Bobby Grim, amerykański kierowca wyścigowy (ur. 1924)
  - Jos Hoevenaers, belgijski kolarz szosowy (ur. 1932)
  - Labou Tansi Sony, kongijski pisarz (ur. 1947)
  - Yusif Yusifov, azerski polityk komunistyczny (ur. 1906)
  - Roger Zelazny, amerykański pisarz science fiction i fantasy pochodzenia polsko-irlandzkiego (ur. 1937)
- 1996 – Jack Ragland, amerykański koszykarz (ur. 1913)
- 1997:
  - Marjorie Best, amerykańska kostiumografka (ur. 1903)
  - Richard Jaeckel, amerykański aktor pochodzenia niemieckiego (ur. 1926)
- 1998:
  - Camillo Achilli, włoski piłkarz, trener (ur. 1921)
  - Jerzy Hordyński, polski poeta (ur. 1919)
- 1999:
  - Henri Baruk, francuski psychiatra (ur. 1897)
  - Louis Klein Diamond, amerykański hematolog (ur. 1902)
  - Maciej Piekarski, polski historyk sztuki, dziennikarz, publicysta, varsavianista (ur. 1932)
  - La Niña de la Puebla, hiszpańska pieśniarka flamenco (ur. 1909)
- 2001 – Oleg Fiedosiejew, rosyjski lekkoatleta, trójskoczek i skoczek w dal (ur. 1936)
- 2002:
  - Rino Benedetti, włoski kolarz szosowy (ur. 1928)
  - Lily Carlstedt, duńska lekkoatletka, oszczepniczka (ur. 1926)
- 2003:
  - Adam Łopatka, polski prawnik, polityk, poseł na Sejm PRL, minister-kierownik Urzędu ds. Wyznań, pierwszy prezes Sądu Najwyższego, przewodniczący Trybunału Stanu (ur. 1928)
  - Edward F. Moore, amerykański matematyk, informatyk (ur. 1925)
- 2004 – Ubaldo Calabresi, włoski duchowny katolicki, arcybiskup, dyplomata watykański (ur. 1925)
- 2005 – Carlo Maria Giulini, włoski dyrygent (ur. 1914)
- 2006 – Paweł Jochemczyk, polski piłkarz (ur. 1926)
- 2007:
  - Stanisław Cisek, polski plutonowy podchorąży AK, żeglarz (ur. 1924)
  - Robin Olds, amerykański generał lotnictwa, as myśliwski (ur. 1922)
  - Toshimichi Takeuchi, japoński sōke, mistrz i instruktor sztuk walki (ur. 1945)
  - Kurt Waldheim, austriacki polityk, dyplomata, prezydent Austrii, sekretarz generalny ONZ (ur. 1918)
- 2008:
  - Jamelão, brazylijski muzyk samby (ur. 1913)
  - Esbjörn Svensson, szwedzki pianista, założyciel i lider zespołu Esbjörn Svensson Trio (ur. 1964)
- 2009:
  - Angela Coughlan, kanadyjska pływaczka (ur. 1952)
  - Piotr Wieljaminow, rosyjski aktor (ur. 1926)
- 2010:
  - Resi Hammerer, austriacka narciarka alpejska (ur. 1925)
  - Leonid Kizim, rosyjski generał pułkownik lotnictwa, kosmonauta (ur. 1941)
  - Krystyna Secomska, polska historyk sztuki (ur. 1939)
  - Jaroslav Škarvada, czeski duchowny katolicki, biskup tytularny litomyski, biskup pomocniczy praski (ur. 1924)
- 2011:
  - Ber Haus, polski ekonomista (ur. 1920)
  - Peter Schamoni, niemiecki reżyser, scenarzysta i producent filmowy (ur. 1934)
- 2012:
  - Jerzy Mierzejewski, polski malarz, pedagog (ur. 1917)
  - Erik Rhodes, amerykański kulturysta, aktor pornograficzny (ur. 1982)
  - Jaroslav Šabata, czeski filozof, polityk, politolog, rzecznik Karty 77 (ur. 1927)
  - Gitta Sereny, brytyjska dziennikarka, biografia, historyk pochodzenia węgiersko-żydowskiego (ur. 1921)
- 2013:
  - Gene Mako, amerykański tenisista (ur. 1916)
  - Grzegorz Schneider, polski perkusista (ur. 1961)
- 2014:
  - Sam Kelly, brytyjski aktor (ur. 1943)
  - Ultra Violet, francusko-amerykańska artystka, pisarka (ur. 1935)
- 2015:
  - Henryk Jaroszek, polski polityk, dyplomata (ur. 1926)
  - Qiao Shi, chiński polityk (ur. 1924)
  - Zito, brazylijski piłkarz (ur. 1932)
- 2016:
  - Ann Guilbert, amerykańska aktorka (ur. 1928)
  - Jerzy Jan Maciak, polski polityk, poseł na Sejm PRL (ur. 1932)
  - Józef Stós, polski architekt, działacz społeczny i kombatancki, więzień niemieckich obozów koncentracyjnych (ur. 1921)
- 2017:
  - Jacques Foix, francuski piłkarz (ur. 1930)
  - Andrzej Kiszka, polski żołnierz AK, BCh i NOW, uczestnik podziemia antykomunistycznego, działacz kombatancki (ur. 1921)
  - Marek Ryndak, polski kierowca rajdowy (ur. 1943)
  - Hein Verbruggen, holenderski działacz sportowy (ur. 1941)
- 2018:
  - Fazlullah, pakistański terrorysta, przywódca talibańskiego ugrupowania zbrojnego Tehrik-i-Taliban Pakistan (TTP) (ur. 1974)
  - Olga Mioduszewska, polska patolog, patomorfolog (ur. 1927)
- 2019 – Danuta Stachow, polska gimnastyczka sportowa (ur. 1934)
- 2020:
  - Aarón Padilla Gutiérrez, meksykański piłkarz (ur. 1942)
  - Keith Tippett, brytyjski pianista jazzowy, kompozytor (ur. 1947)
  - Aloiza Zacharska-Marcolla, polska malarka, pedagog (ur. 1926)
- 2021:
  - Ada Biell, polska piosenkarka (ur. 1932)
  - Enrique Bolaños, nikaraguański polityk, wiceprezydent i prezydent Nikaragui (ur. 1928)
  - Adam Smelczyński, polski strzelec sportowy (ur. 1930)
- 2022:
  - Rodrigo Orlando Cabrera Cuéllar, salwadorski duchowny katolicki, biskup Santiago de María (ur. 1938)
  - Dalimil Klapka, czeski aktor (ur. 1933)
  - Aleksander Mackiewicz, polski ekonomista, polityk, minister rynku wewnętrznego (ur. 1944)
  - Gabino Díaz Merchán, hiszpański duchowny katolicki, biskup Guadix, arcybiskup Oviedo (ur. 1926)
  - Ondrej Rigo, słowacki seryjny morderca (ur. 1955)
  - Tadeusz Sikora, polski pieśniarz. kompozytor (ur. ?)
  - Władimir Stiepanow, radziecki polityk, dyplomata (ur. 1927)
- 2023:
  - John Hollins, angielski piłkarz, trener (ur. 1946)
  - Nikołaj Swiridow, rosyjski lekkoatleta, długodystansowiec (ur. 1938)
  - Maurice Taylor, brytyjski duchowny katolicki, biskup Galloway (ur. 1926)
- 2024:
  - Christiane Mercelis, belgijska tenisistka (ur. 1931)
  - Maurus Muldoon, amerykański duchowny katolicki, biskup Juticalpa (ur. 1938)
  - George Nethercutt, amerykański polityk (ur. 1944)
- 2025:
  - Violeta Chamorro, nikaraguańska dziennikarka, wydawczyni, polityk, prezydent Nikaragui (ur. 1929)
  - Kate Delbarre, francuska florecistka (ur. 1925)